# Palafavera
Palafavera è una piana di origine alluvionale nella parte alta della val di Zoldo, si è creata con il riempimento alluvionale di un lago formatosi da una frana scesa dalle pendici del monte Pelmo, come si vede ancora oggi maggior parte della località è paludosa, mentre il versante ad est è ghiaione sceso dalle pendici del monte Pelmo. La frana che formò il lago si staccò in parte anche dalle rocce del monte Pelmetto da dove oggi si può ammirare le orme di dinosauro su un masso rimasto nella zona del distacco. Il torrente che attraversa la piana è il Canedo, piccolo affluente del torrente Maè il quale è il principale corso d'acqua della valle di Zoldo. Palafavera è situata a metà tra i monti Pelmo e Civetta, monti che appartengono al patrimonio dell'Unesco per la sua bellezza e la sua roccia dolomitica detta dolomia. Come tutte le Dolomiti sono montagne ricche di fossili generati milioni di anni fa. Palafavera ora è anche una località turistica estiva ed invernale, è il cuore del comprensorio sciistico del Civetta, comprensorio che prende il nome dal monte stesso in quanto abbraccia nella parte nord detto monte.  